# Babino (distrikt)
Babino (bulgariska: Бабино) är ett distrikt i Bulgarien.   Det ligger i kommunen Obsjtina Bobovdol och regionen Kjustendil, i den västra delen av landet, 50 kilometer sydväst om huvudstaden Sofia.
I omgivningarna runt Babino växer i huvudsak lövfällande lövskog. Runt Babino är det ganska tätbefolkat, med 96 invånare per kvadratkilometer.